# Zamek w Nowym Korczynie
Zamek w Nowym Korczynie – obecnie nieistniejący zamek królewski wzniesiony przez Kazimierza Wielkiego w drugiej połowie XIV w., na prawym brzegu Nidy – naprzeciw Nowego Miasta Korczyna. Zniszczony podczas potopu szwedzkiego oraz w pożarze w 1702 roku, rozebrany w 1776 roku. W połowie XVI wieku znajdował się na terenie powiatu wiślickiego województwa sandomierskiego.

## Architektura
Zamek był zbudowany na planie regularnym, otoczony przez odnogi rzeki i położony na sztucznym wzniesieniu o wymiarach u podstawy 90x100 m. Wjazd do zamku znajdował się od strony zachodniej przez most zwodzony i następnie droga skręcała na północ w stronę miasta przez bramę zwaną Samborzem i kolejny most. Z wyjątkiem strony północnej, która była usytuowana bezpośrednio przy rzece, zamek otoczony był fosą. Na zamku znajdowała się sypialnia królewska, domy mieszkalne oraz budynki gospodarcze. Zamek wzniesiono z wypalanej cegły. Głównymi obiektami były dwa budynki, od północy i od południa o szerokości 5,5 metra. Od południowego zachodu w narożu wznosiła się wieża. Mur obwodowy z cegły wybudowano na kamiennych fundamentach. Była tu także kaplica pw. Świętej Trójcy i św. Stanisława. 
W latach 1403–1408 zamek został rozbudowany przez Jagiełłę. Dobudowano m.in. skarbiec oraz salę górną. 
W XVI wieku zamek stopniowo przebudowywano, przekształcając go w renesansową rezydencję. Pierwsza przebudowa miała miejsce w 1517 r. Jej inicjatorem był kanclerz wielki koronny Krzysztof Szydłowiecki. W 1572 roku opisywano, że zamek ma około 80 pomieszczeń, w tym 8 komnat, 9 izb, 3 sale, 5 sieni i ponad 20 komór. W części gospodarczej były 2 kuchnie, 3 spiżarnie, 5 piwnic i 6 "sklepów". Inwentarze z XVII wieku wspominają o więzieniu, które mieściło się w murowanej wieży, w południowo-zachodnim narożniku budowli. Z zewnątrz do murów tej wieży przylegał drewniany budynek, w którym znajdował się browar i rezydencja burgrabiego.

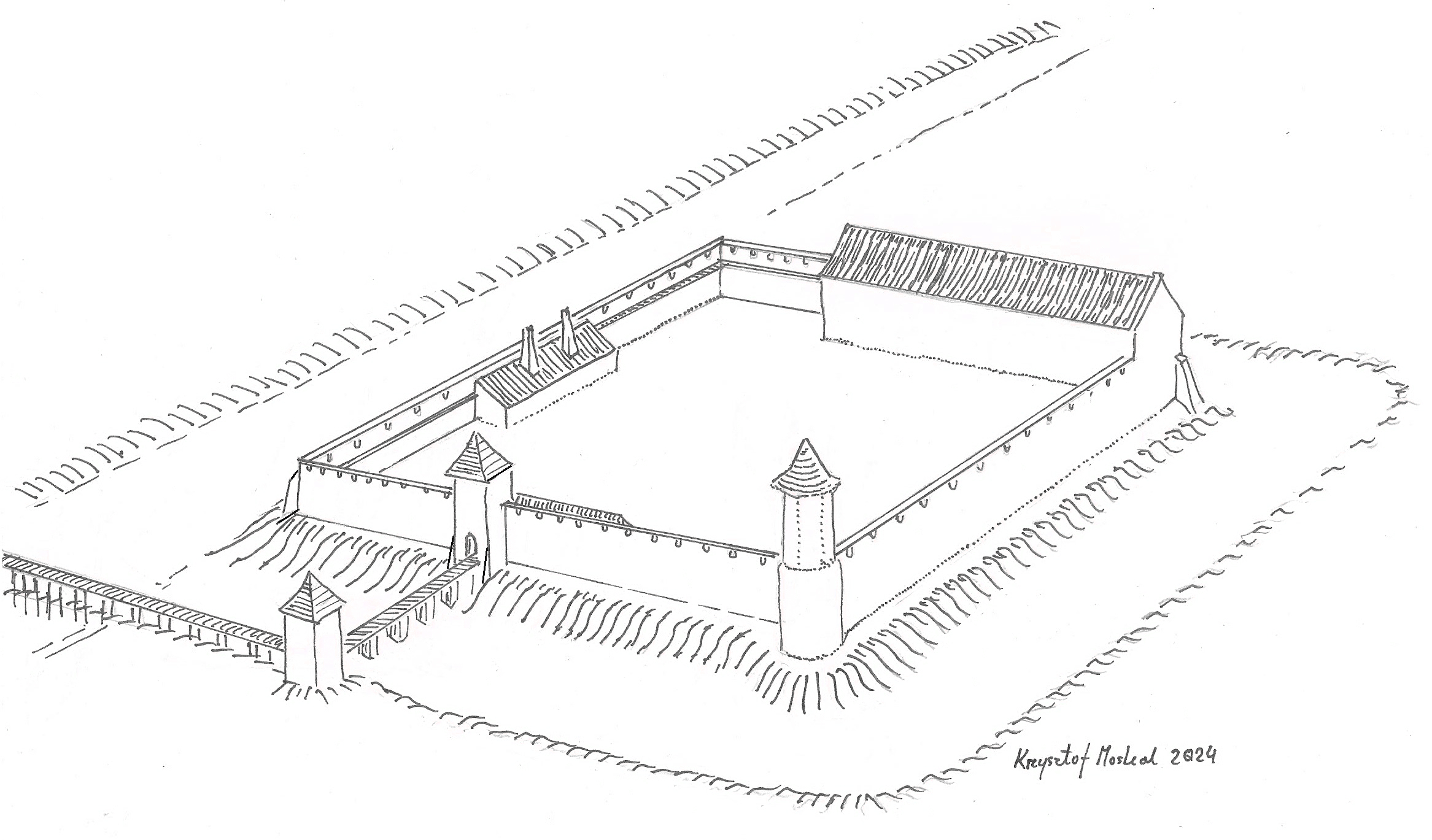
Wizja zamku w Nowym Mieście Korczynie w 2 połowie XIV. Autor Krzysztof Moskal

## Historia
Zamek w Nowym Korczynie w czasach Kazimierza Wielkiego był jednym z najważniejszych ośrodków dóbr królewskich w Małopolsce. Bywał tu dwór królewski oraz odbywały się liczne zjazdy. Na zamku przyjmowane były także poselstwa zagraniczne. Zamek był ulubioną siedzibą także króla Władysława Jagiełły, który bywał tu 83 razy. Na jego polecenie zamek naprawiono w latach 1388-1389. W 1403 r. Jagiełło gościł tu kilku książąt piastowskich. W 1404 r. król przyjął na nowokorczyńskim zamku poselstwo moskiewskie, a w 1409 r. poselstwo krzyżackie, które doręczyło królowi pisemne wypowiedzenie wojny. Zamek rozbudowano w latach 1403-1408 w czasach panowania Władysława Jagiełły.
W 1438 r. na zamku przebywała delegacja czeskich husytów, którzy zaproponowali koronę Czech królewiczowi Kazimierzowi. Zjazd rycerstwa, który odbył się tu w 1456 r. oficjalnie przyjął wiadomość o śmierci króla Władysława i obwołał królem jego brata Kazimierza. Największe znaczenie rezydencja w Nowym Mieście Korczynie osiągnęła w latach 70. XV w., kiedy to wizyty króla Kazimierza Jagiellończyka przeciągały się często na więcej niż 50 dni, a w 1478 roku monarcha stacjonował na zamku z dworem aż 103 dni. W dniu 6 października 1479 w zamkowej izbie większej hołd polskiemu królowi złożył Wielki Mistrz Krzyżacki Martin Truchsess. Na nowokorczyńskim zamku odbywały się sądy dla powiatów wiślickiego i pilźnieńskiego oraz zjazdy szlacheckie. Zimowało tutaj przeszło 100 koni z królewskiej stajni. Na początku XV wieku planowano nawet przeniesienie tu skarbca z Wawelu. W latach 1515–1532 kanclerz Krzysztof Szydłowiecki zbudował na zamku pomieszczenia reprezentacyjne dla starosty i dla króla.
Zamek został zniszczony podczas potopu szwedzkiego w dniu 26 marca 1657 r. przez węgierskie oddziały Jerzego Rakoczego. W 1661 roku opisywano, że zamek był spalony i zrujnowany tak, że zostały same mury, ale częściowo już jest odbudowywany przez starostę. Zamek uległ również pożarowi w 1702 r. W 1776 r. jego pozostałości rozebrano. Na pewien czas pozostawiono jedną z baszt, w której jeszcze w 1789 r. znajdował się areszt. Współcześnie nie ma widocznych śladów po zamku. Na terenie dawnej budowli postawiono zabudowania wsi Podzamcze.

## Badania archeologiczne
- 1959, badania sondażowe
- 1963, Irena Górska, Archeologiczne badania na terenie średniowiecznego zamku w Nowym Mieście Korczynie powiat Busko, [w:] Badania archeologiczne w okolicy Wiślicy, Warszawa 1963, s. 215-258;
- 1972, Stanisław Michno, Zygmunt Pyzik, Krzysztof Ciuk, Nowy Korczyn, pow. Busko-Zdrój, „Informator Archeologiczny. Badania 1972", Warszawa 1973, s. 261